# Ray Alexander (musicus)
Ray Alexander (Lynbrook, 7 februari 1925 - New Hyde Park, 9 juni 2002) was een jazz-drummer en vibrafonist in de 'mainstream'-jazz. Hij is het meeste bekend door zijn werk met George Shearing and Peggy Lee op "Beauty And The Beat" (1959), "Quiet Village" (1959), "Cloud Patterns" (1988), "Rain In June" (1993), en "Vigorous Vibes" (1998).

## Biografie
Alexander, wiens moeder concertpianiste was, begon als klein kind op de piano. Een tijd lang wilde hij trompettist worden, maar astma gooide roet in het eten. Nadat hij drummer Gene Krupa zag, nam hij drumlessen. Hij ging naar optredens van grote jazzmannen in clubs in New York en kon af en toe invallen.
Na zijn diensttijd tijdens de Tweede Wereldoorlog kwam zijn loopbaan op stoom en speelde hij met Claude Thornhill, Bobby Byrne, the Dorsey Brothers, Stan Getz, Joe Venuti, Mel Torme, Johnny Smith, Chubby Jackson en vele anderen. Eind jaren veertig ging hij tevens vibrafoon spelen en werkte hij met onder meer George Shearing, Charlie Barnet, Bill Evans, Anita O'Day en Mel Lewis. Alexander had ook een eigen kwartet, waarmee hij in clubs speelde als Birdland, The Embers en Basin Street East. Begin jaren zeventig sloot hij zich aan bij Mousey Alexander. Diens kwartet 'Alexanders the Great' werd regelmatig geboekt in Half Note, maar speelde ook in andere clubs en tijdens concerten.
In 1983 kwam Ray met zijn eerste album, de live-plaat "Cloud Patterns", met Albert Dailey op piano, Harvie Swartz op bas, Ray Mosca op drums, en Pepper Adams op de baritonsaxofoon. Nog voor de release overleden Dailey en Pepper Adams en Alexander besloot het album aan het op te dragen. In 1993 nam hij met onder meer Kenny Barron en Oliver Jackson de plaat "Rain in June" op. In 1998 volgde opnieuw een plaat.
Tot aan zijn overlijden speelde Alexander in verschillende clubs in New York en aan de oostkust, alsook op colleges en op jazzfestivals. Tevens toerde hij vaak in Engeland en andere Europese landen en speelde dan ook op jazzfestivals.
Ray Alexander overleed na complicaties als gevolg van een operatie.

## Discografie
- Cloud Patterns, Nerus Records, 1988
- Rain in June, Ariola/Nerus Records/Empire Music Group, 1993
- Vigorous Vibes, Cats Paw, 1998